# Bayer AG
Bayer (FWB: BAYN) là công ty dược phẩm và hóa chất của Đức được thành lập vào năm 1863.